# 神探俏嬌娃 (2019年電影)
是一部於2019年上映的美國動作喜劇電影，由伊莉莎白·班克斯執導。該片為「神探俏嬌娃系列電影」的第三部作品，該系列改編自同名電視劇，且也是原版系列和之前電影的獨立續集。主演包括克莉絲汀·史都華、娜歐蜜·史考特、艾拉·巴林斯卡、班克斯、吉蒙·韓蘇、山姆·克拉弗林、諾亞·森迪尼奧和派崔克·史都華。
《神探俏嬌娃》於2019年11月15日在美國上映，並由索尼影視娛樂發行。

## 演員
- 克莉絲汀·史都華 飾 莎賓娜·威爾森（Sabina Wilson）
- 娜歐蜜·史考特 飾 愛蓮娜·霍林（Elena Houghlin）
- 艾拉·巴林斯卡 飾 珍·卡諾（Jane Kano）
- 伊莉莎白·班克斯 飾 麗貝卡·博斯利（Rebekah Bosley）
- 吉蒙·韓蘇 飾 山姆·博斯利（Sam Bosley）
- 山姆·克拉弗林 飾 亞歷山大·布洛克（Alexander Brock）[4]
- 諾亞·森迪尼奧 飾 蘭斯頓（Langston）
- 派崔克·史都華 飾 史丹·博斯利（Stan Bosley）
- 路易斯·傑拉多·門德茲（英语：Luis Gerardo Méndez） 飾 聖者（The Saint）
- 瑪格達莉娜·譚（Magdalena Tan）飾 艾希莉·雷莫基洛（Ashley Remoquillo）
- 喬納森·塔克 飾 霍達克（Hodak）
- 吳育剛 飾 強尼·史密斯（Jonny Smith）
- 奈特·法松（英语：Nat Faxon） 飾 彼得·弗萊明（Peter Fleming）
- 海莉·史坦菲德 飾 天使招募員（客串）

## 製作
2015年9月15日，據報導索尼影視娛樂將重啟《神探俏嬌娃》系列電影，伊莉莎白·班克絲為執導該片進行洽談。班克絲亦與她的Brownstone Productions的合作夥伴麥斯·漢特曼共同製片。2015年12月16日，埃文·斯皮里奧托普洛斯被聘來為電影編寫劇本。
2018年7月，宣佈克莉絲汀·史都華、娜歐蜜·史考特和艾拉·巴林斯卡將飾演嬌娃三人組，而班克絲將飾演「查理·湯森偵探社」的老闆博斯利 。道格·貝爾格拉特亦將通過他的2.0 Entertainment與伊莉莎白·坎蒂隆、班克絲和漢特曼製片，而班克絲和傑·巴蘇利用克雷格·麥辛和塞米·切拉斯早期的草稿編寫劇本。2018年9月，派崔克·史都華加盟電影，並飾演另一個博斯利。同月，路易斯·傑拉多·門德茲加盟電影。

### 拍攝
主體攝影在2018年9月24日開始。

## 發行
《神探俏嬌娃》原定於2019年6月7日在美國上映，後延期至2019年9月27日上映，並由哥倫比亞影業發行。2018年10月，美國上映日又延期至2019年11月15日。

## 迴響

### 評價
爛番茄根據230條評論，持有52%的新鮮度，平均得分5.3／10，觀眾投票獲得78%的分數，平均得分為4／5。在Metacritic上，電影獲得52分。

## 外部連結
- 互联网电影数据库（IMDb）上《神探俏嬌娃》的资料（英文）
- Box Office Mojo上《神探俏嬌娃》的資料（英文）
- 爛番茄上《神探俏嬌娃》的資料（英文）
- Metacritic上《神探俏嬌娃》的資料（英文）
- AllMovie上《神探俏嬌娃》的资料（英文）
- 開眼電影網上《神探俏嬌娃》的資料（繁體中文）
- 时光网上《神探俏嬌娃》的資料（简体中文）
- 豆瓣电影上《神探俏嬌娃》的資料 （简体中文）